# Monobazus grandis
Monobazus grandis är en insektsart som beskrevs av Singh-pruthi 1936. Monobazus grandis ingår i släktet Monobazus och familjen dvärgstritar. Inga underarter finns listade i Catalogue of Life.